# Lycaena thersandrus
Lycaena thersandrus är en fjärilsart som beskrevs av Hans Fruhstorfer 1917. Lycaena thersandrus ingår i släktet Lycaena och familjen juvelvingar. Inga underarter finns listade i Catalogue of Life.